# Hôtel du Cardinal de Richelieu

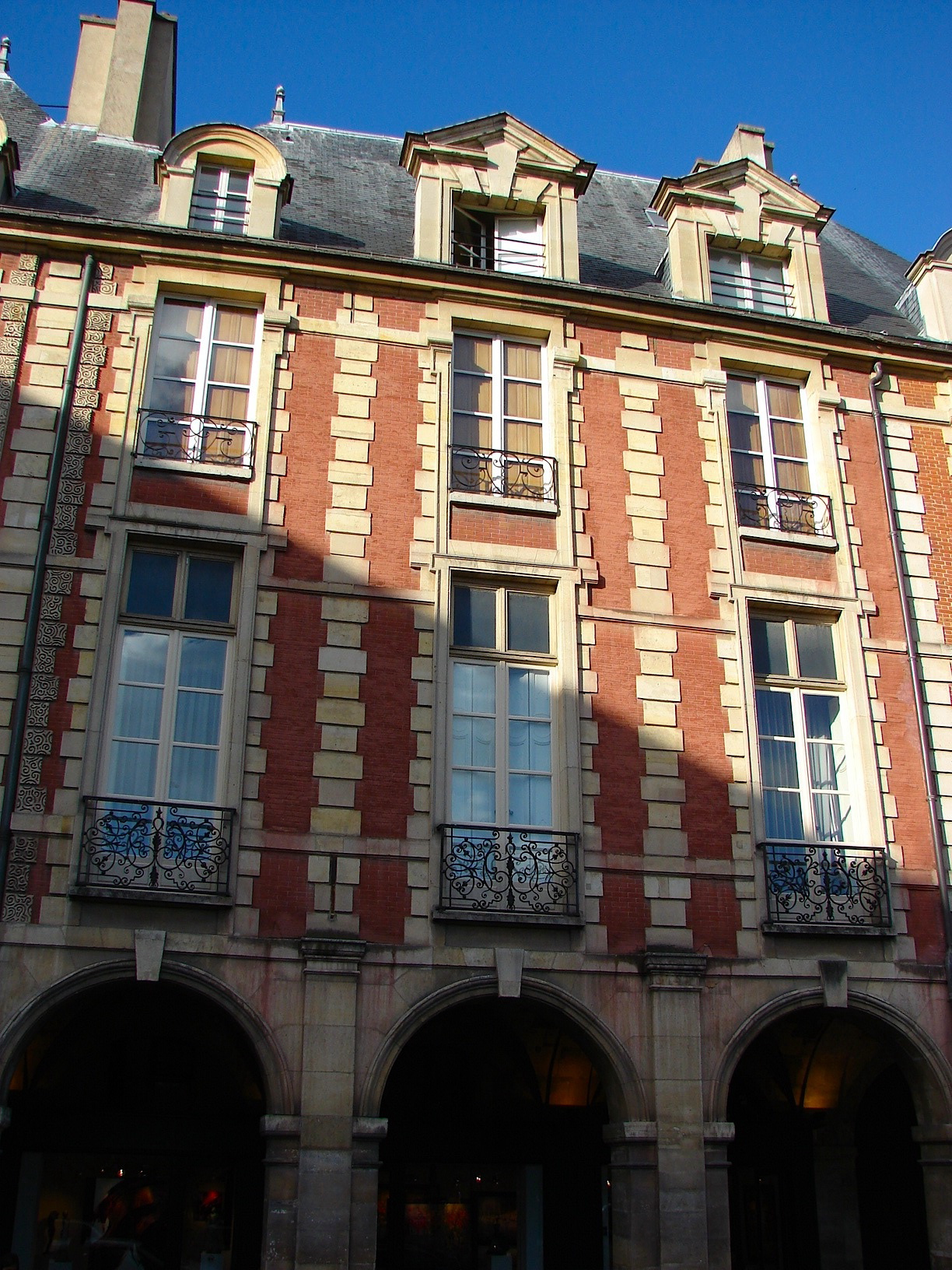
Hôtel du Cardinal de Richelieu in Paris (2010)

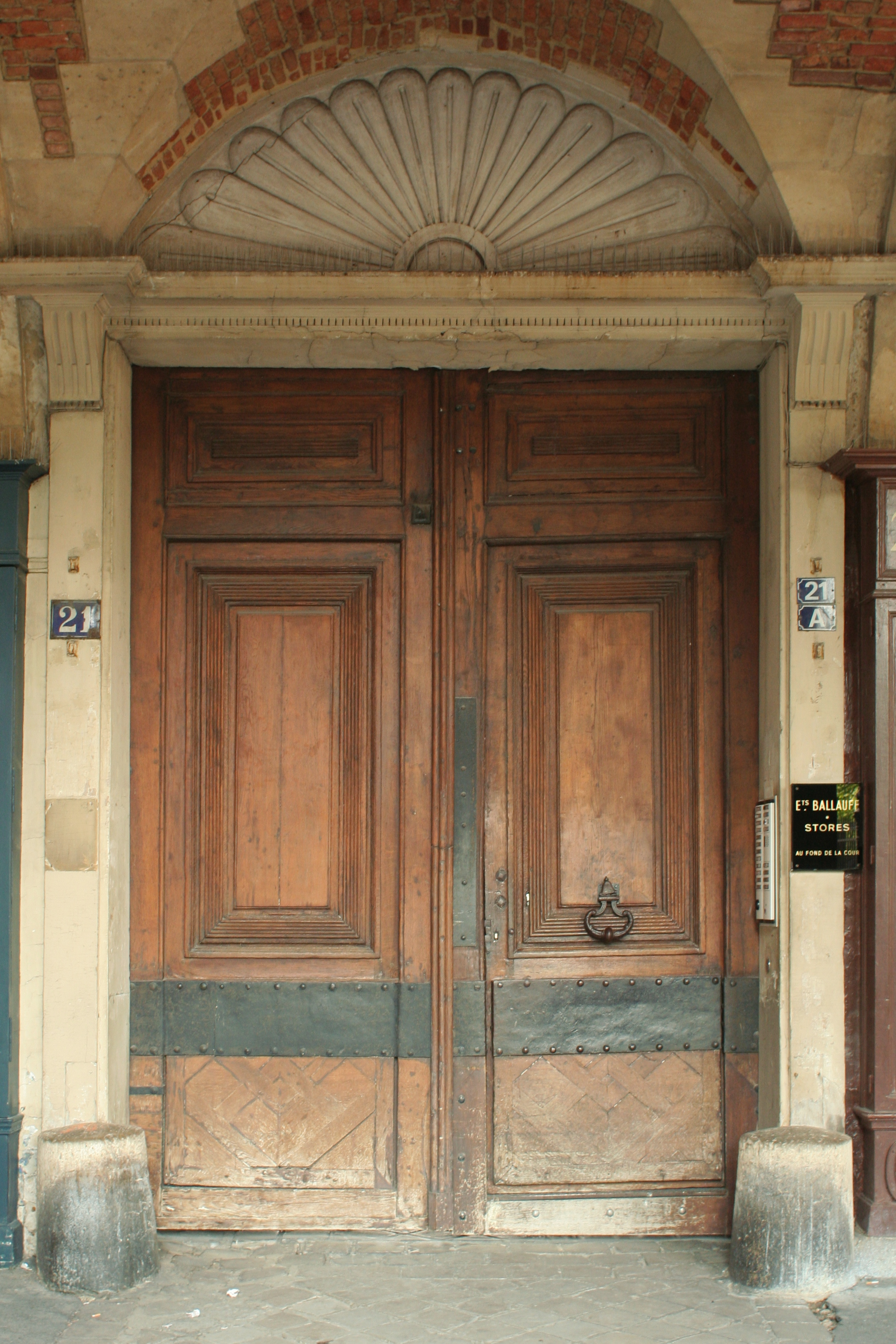
Portal

Das Hôtel du Cardinal de Richelieu in Paris, der französischen Hauptstadt, ist ein Hôtel particulier im 3. Arrondissement. Im Jahr 1920 wurde der Stadtpalast an der Place des Vosges Nr. 21 als Monument historique in die Liste der Baudenkmäler in Frankreich aufgenommen.
Das Haus wurde von 1605 bis 1612 für  J. A. Lumagne gebaut und 1659 an Arnaud du Plessis, einem Großneffen des Kardinals und Staatsmannes Armand-Jean du Plessis, duc de Richelieu, verkauft. Im 18. Jahrhundert wohnte für kurze Zeit der General Emmanuel-Armand de Vignerot du Plessis de Richelieu in dem Palast, der darin einen Salon im chinesischen Stil einrichten ließ. Auch ein württembergischer Prinz war 1760 Mieter des Hauses.
Im Jahr 1734 wurde das Gebäude mit dem Nachbarhaus, dem Hôtel de Bassompierre, verbunden.